# Народничество
Народничеството (на руски: народничество) е обществено движение в Руската империя, популярно сред средните класи и интелигенцията от 1860-те до 1910-те години.
Ориентирано е към „сближаване“ с народа в търсене на корените и мястото си в света. В съветската историография народничеството се счита за втория, революционно-демократичен (разночински) етап на революционното движение в Русия, сменил „дворянския“ (декабристки) и предшедствал „пролетарския“ (марксистки) етап. В периода 1860 – 1880 г. е господстващото в Русия течение на социално-политическата мисъл. Различава се революционно народничество, либерално народничество, народничество на анархисткото крило.
Основоположници на народничеството са Александър Херцен и Николай Чернишевски. Народниците се застъпват за сближение на средните класи със селското население в търсене на „самобитен“ руски път на обществено развитие. Народничеството остава предимно интелектуално течение, но оказва влияние върху по-късното руско социалистическо движение.

## Течения
В рамките на народничеството съществуват две основни течения – умерено (либерално) и радикално (революционно). Представителите на умереното течение се стремят към социални, политически и икономически преобразувания по ненасилствен път. Представителите на радикалното течение, считайки се за последователи на Чернишевски, се стремят към бързото сваляне на съществуващия режим по насилствен път и незабавното осъществяване на социалистическите идеали.
По степента си на радикалност, в народничеството се различават следните пет направления: консервативно, реформистко, либерално-революционно, социално-революционно и анархистко.